# Големите надежди (филм)
„Големите надежди“ (на английски: Great Expectations) е британски драматичен игрален филм, излязъл по екраните през 1946 година, режисиран от Дейвид Лийн с участието на Джон Милс, Антъни Уеджър, Джийн Симънс и Валери Хобсън. Сценарият, написан от колектив включващ и самия режисьор, е адаптация по едноименния роман от Чарлс Дикенс.

## Сюжет
Произведението, инспирирано от съкратена сценична постановка на новелата, разказва историята за скромно сираче, което изведнъж се превръща в джентълмен с помощта на незнаен благодетел.

## В ролите
| Актьор          | Роля                         |
| --------------- | ---------------------------- |
| Джон Милс       | Пип като възрастен           |
| Антъни Уеджър   | Пип като момче               |
| Джийн Симънс    | Естела като момиче           |
| Валери Хобсън   | Естела като възрастна / Моли |
| Мартита Хънт    | г-ца Хавишам                 |
| Файнлей Къри    | Абел Магуич                  |
| Франсис Съливан | г-н Джагърс                  |
| Бърнард Майлс   | Джо Гаргъри                  |
| Алек Гинес      | Хърбърт Покет като възрастен |
| Джон Форест     | Хърбърт Покет като момче     |
| Фреда Джаксън   | г-жа Гаргъри                 |
| Айвор Бърнард   | г-н Уемик                    |
| Торин Тачър     | Бентли Дръмъл                |

## Награди и Номинации
„Големите надежди“ е сред основните заглавия на 20-ата церемония по връчване на наградите „Оскар“, където е номиниран за отличието в 5 категории включително за най-добър филм и най-добър режисьор. В крайна сметка, филмът печели две статуетки, в това число за най-добро операторско майсторство (кинематография) за черно-бели филми.